# 木原義雄
木原 義雄（きはら よしお、1894年（明治27年）8月7日 - 1975年（昭和50年）5月23日）は、大日本帝国陸軍軍人。最終階級は陸軍少将。功四級。

## 経歴
1894年（明治27年）に山口県で生まれた。陸軍士官学校第27期卒業。1939年（昭和14年）8月に独立守備歩兵第13大隊長に就任し、1940年（昭和15年）3月9日に陸軍歩兵大佐に進級した。同年8月1日に歩兵第34連隊長（第11軍・第3師団・歩兵第29旅団）に転じ、日中戦争に出動。1941年（昭和16年）8月に陸軍士官学校留学生隊長に就任し、1943年（昭和18年）3月には東部軍司令部附となり、慶応義塾大学に配属された。
1944年（昭和19年）12月16日に独立混成第65旅団長（東部軍）に就任し、伊豆大島の守備に任じ、1945年（昭和20年）3月1日に陸軍少将に進級した。同年6月10日に第321師団司令部附となり、7月5日に独立混成第67旅団長（第1総軍・第12方面軍）に就任し、八丈島で米軍の上陸に備えた。